# Charles Nolte
Charles Miller Nolte (Duluth, 3 novembre 1923 – Minneapolis, 14 gennaio 2010) è stato un attore e regista teatrale statunitense.

## Biografia
Charles Nolte nacque Deluth, nel Minnesota, e crebbe a Wayzata, dove si trasferì con la famiglia nei primi anni trenta. Qui si diplomò nel 1941 e cominciò a recitare a teatro, prima di studiare all'Università del Minnesota per due anni. Nel 1943 si arruolò in marina e rimase sotto le armi fino alla fine della seconda guerra mondiale. Dopo la guerra, Nolte studiò letteratura inglese e storia a Yale. 
Nel 1947 fece il suo debutto a Broadway nella tragedia shakespeariana Antonio e Cleopatra, in cui recitava nei panni di Silius, mentre nel 1950 calcò nuovamente le scene di Broadway in Design for a Stained Glass Window, per cui vinse il Theatre World Award al miglior esordiente. Nel 1951 ottenne il successo quando interpretò l'eponimo protagonista di un adattamento teatrale di Billy Budd a Broadway, a cui seguì un'ultima apparizione sulle scene newyorchesi nel 1954 con The Caine Mutiny Court-Martial. Il successo con Billy Budd gli assicurò anche alcuni ruoli cinematografici, tra cui quelli ricoperti in Pantera rossa (1953), Dieci secondi col diavolo (1959) e Sotto dieci bandiere (1960).
Nei primi anni sessanta si ritirò dalle scene e tornò all'Università del Minnesota, dove conseguì la laurea magistrale e il dottorato di ricerca nel 1966. Insegnò teatro nello stesso ateneo dagli anni sessanta agli anni novanta, affiancando alla carriera accademica anche quella di drammaturgo e librettista: nel 1965 la sua pièce Do Not Pass Go fu allestita nell'Off Broadway, mentre negli anni ottanta e novanta collaborò con Dominick Argento firmando i libretti di The Voyage of Edgar Allan Poe e Valentino.

### Vita privata
Dichiaratamente omosessuale, Charles Nolte fu impegnato in una lunga relazione con l'attore angloamericano Terry Kilburn, con cui rimase dagli anni cinquanta alla morte, che lo colse nel 2010.

## Filmografia parziale

### Cinema
- Pantera rossa (War Paint), regia di Lesley Selander (1953)
- Dieci secondi col diavolo (Ten Seconds to Hell), regia di Robert Aldrich (1959)
- Sotto dieci bandiere, regia di Duilio Coletti (1960)
- Area B2: attacco! (Armored Command), regia di Byron Haskin (1961)